# Ariégeois
Der Ariégeois ist eine von der FCI anerkannte Hunderasse aus Frankreich (FCI-Gruppe 6, Sektion 1.2, Standard Nr. 20). Außerhalb Frankreichs wird diese Rasse selten gehalten.

## Herkunft und Geschichtliches
Die Hunderasse Ariégeois wird auch Hasenhund genannt, hergeleitet aus seinem speziellen Einsatzgebiet. Sehr ähnlich ist die Braque de l’Ariège, ein Vorstehhund; sie wird oft mit dem Ariégeois verwechselt. Der Ariégeois stammt aus einer Kreuzung großer Laufhunde und Briquets, um deren Vorzüge herauszuzüchten und deren Mängel zu vermeiden. Eingekreuzt wurden unter anderem Grand Bleu de Gascogne und Grand Gascon Saintongeois. Der Ursprung der Rasse liegt in der französischen Provinz Ariège im Südwesten Frankreichs.

## Beschreibung
Der Hund wird für die Flintenjagd und für die Parforce-Jagd verwendet. Seine mittlere Größe (58 cm) und sein leichter Bau machen ihn, gleich ob als Einzelhund oder in der Meute, zu einem wertvollen Gehilfen; leichter, mittelgroßer Hund, elegant und vornehm. Das Haar ist kurz, dünn und dicht in weiß mit klaren, gut abgegrenzten schwarzen Flecken; manchmal schwarz getüpfelt; ziemlich blasse lohfarbene Abzeichen auf den Wangen und über den Augen. Er wirkt sehr muskulös die Brust ist lang, mittelmäßig breit; sie reicht bis auf Ellenbogenhöhe hinab. Die Ohren sind lederartig geschmeidig, gefaltet und lang herabhängend, am Ansatz schmal und knapp unterhalb der Augenlinie angesetzt. Wie aus der Beschreibung ersichtlich, ist er ein hochläufiger Hund, großen Laufhunden sehr ähnlich. Typisch ist, dass die Lefzen nicht über den Unterkiefer hinaushängen. Der Körper ist der Hasenjagd gut angepasst mit breiter, ovaler Brust, die bis zu den Ellbogen reicht. Gut angesetzte, säbelförmige Rute.

## Verwendung
Spezialisiert für die Hasenjagd, eignet er sich für jagdliche Einsätze jeglicher Art.